# Fantasía para piano (Beethoven)

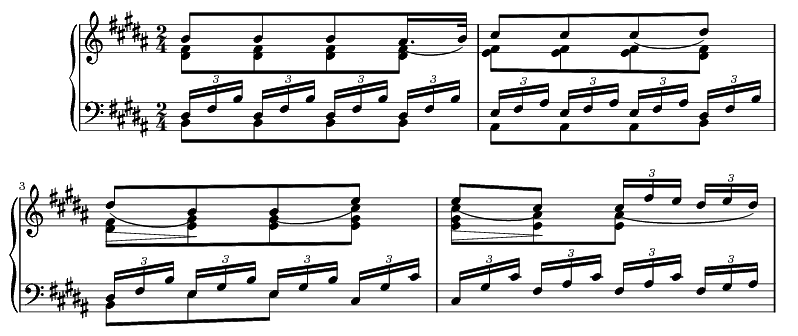
Tema central de la fantasía op 77: Allegretto.

La Fantasía en sol menor, Op. 77 de Ludwig van Beethoven es una composición para piano en un solo movimiento y elaborada en 1809. Pese a ser una pieza solista de carácter fundamentalmente improvisatorio, guarda similitudes en cuanto a forma con la Fantasía coral, compuesta un año antes.
Dura aproximadamente 10 minutos.

## Forma

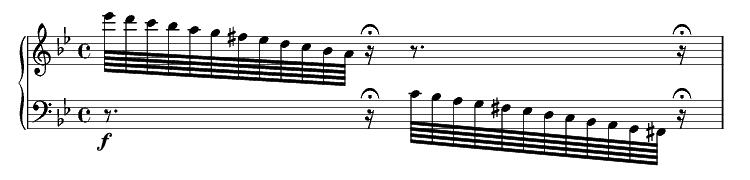
Motivo de escalas descendentes característico de la obra.

El op 77 es una de las obras de Beethoven más libres en cuanto a forma y contenido, probablemente aquella en el término fantasía se haya 
aplicado con mayor justeza.
Su característica más obvia es una estructura binaria irregular. La primera sección está compuesta por varios temas contrastantes y breves, ligados por escalas descendentes y modulantes 
que constituyen el elemento cohesivo de la obra. La segunda sección y centro de gravedad de la obra, es un tema con 8 variaciones que hacia el final se funde con el motivo de las escalas. El movimiento concluye con una coda mínima en modo mayor.
Resulta destacable de esta disposición de los temas que, salvando las diferencias en cuanto a dimensiones e instrumentación, coincide con la empleada en la Fantasía coral y el último movimiento de la Sinfonía n.º 9, dos de las obras más importantes del compositor. 
Estos tres movimientos tienen introducciones más o menos veloces, oscuras y modulantes en modo menor, rapsodícas en el caso de las dos fantasías, que confluyen a temas con variaciones, líricos y modo mayor.

### Estructura

#### Primera sección
La primera sección está conformada por varios temas modulantes, intencionalmente abiertos, interrumpidos por las escalas descendentes y ascendentes.
- Allegro - poco adagio

Los primeros cinco compases en ritmo 4/4 son una presentación del motivo de escalas descendentes, seguido de un adagio en sol menor que modula de sol menor a fa menor
- L'itesso tempo

Son 10 compases en La bemol mayor y ritmo 2/4.
- Allegro expresivo

El primer tema verdadero. Está en ritmo 6/8 y se extiende por 24 compases en sol mayor, y finaliza en un poco asentado mi bemol mayor, al que le siguen 3 compases de arpegios 
en re menor.
- Allegro con brio

El segundo tema, en 2/4 y Re menor, se extiende por 40 compases.
- Adagio - ma non troppo presto - adagio

Son 10 compases que modulan desde Fa menor hasta Si menor.
- Presto - piú presto

Son 12 compases en ritmo de 2/4 que introducen al tema tercer tema, piú presto, en 6/8 y Si menor menor, que se extiende por 50 compases.
- Adagio

Una repetición de 6 compases del adagio anterior, que introduce la segunda sección.

#### Segunda sección
Es una serie de 8 variaciones sobre un Allegretto
- Tema: Allegretto

Un tema de 4 compases en Si mayor que se repite y ataca la primera variación sin pausas
- Variación I
- Variación II
- Variación III
- Variación IV
- Variación V
- Variación VI
- Variación VII
- Variación VIII
- Presto
- Tempo primo
- Adagio

Una coda de 8 compás basada en el allegretto, que concluye la obra con el motivo de las escalas en Si Mayor.

### Faz tonal
Otra característica destacable del op. 77 es su faz tonal. Cada tema se presenta en una tonalidad diferente, y la pieza, iniciada en Sol menor, finaliza en Si mayor. 
Si bien el procedimiento de finalizar 
en modo mayor un movimiento iniciado en modo menor era común en Beethoven, la elección de las tonalidades de partida y llegada es inusual. Normalmente en este tipo de procedimientos se 
alcanza desde la tónica al relativo mayor o a la tercera, pero aquí se modula a una tonalidad lejana.
En segundo lugar, el tema en Si Mayor es presentado hacia la mitad de la pieza, en lugar de hacerlo al inicio
o en la coda (como por ejemplo en Concierto n.º 3).